# 異種國度
《異種國度》（中国大陆又译作）是由Housemarque開發，索尼互動娛樂於PlayStation 4平台所發售的動作射擊遊戲。英文版於2016年4月27日上市，中文版於同年6月20日上市。

## 外部連結
- 《異種國度》官方網站 （页面存档备份，存于）